# Delphininae
Sous-famille
Les Delphininae sont une sous-famille d'odontocètes (cétacés à dents) incluant plusieurs espèces de dauphins.

## Liste des genres et espèces
- sous-famille des Delphininae (Delphininés)
  - genre Delphinus
    - Delphinus delphis -- Dauphin commun à bec court
    - Delphinus capensis -- Dauphin commun à bec long

  - genre Lagenodelphis
    - Lagenodelphis hosei -- Dauphin de Fraser

  - genre Lagenorhynchus
    - Lagenorhynchus albirostris -- Lagénorhynque à bec blanc
    - Lagenorhynchus acutus -- Lagénorhynque à flancs blancs de l'Atlantique
    - Lagenorhynchus obliquidens -- Lagénorhynque à flancs blancs du Pacifique
    - Lagenorhynchus obscurus -- Lagénorhynque obscur
    - Lagenorhynchus australis -- Lagénorhynque de Peale
    - Lagenorhynchus cruciger -- Lagénorhynque sablier

  - genre Lissodelphis
    - Lissodelphis peronii -- Lissodelphis austral
    - Lissodelphis borealis -- Lissodelphis boréal

  - genre Stenella
    - Stenella coeruleoalba -- Dauphin bleu et blanc
    - Stenella clymene -- Dauphin clymène
    - Stenella longirostris -- Dauphin à long bec
    - Stenella frontalis -- Dauphin tacheté de l'Atlantique
    - Stenella attenuata -- Dauphin tacheté pantropical

  - genre Steno
    - Steno bredanensis -- Sténo

  - genre Tursiops
    - Tursiops aduncus (Ehrenberg, 1833) -- Grand dauphin de l'océan Indien
    - Tursiops truncatus -- Grand dauphin
    - Tursiops australis -- Dauphin Burrunan[1]